# Jesse Mashburn
Jesse William "John" Mashburn, född 14 februari 1933 i Seminole i Oklahoma, är en före detta amerikansk friidrottare.
Mashburn blev olympisk mästare på 4 x 400 meter vid sommarspelen 1956 i Melbourne.